# Branko Zebec

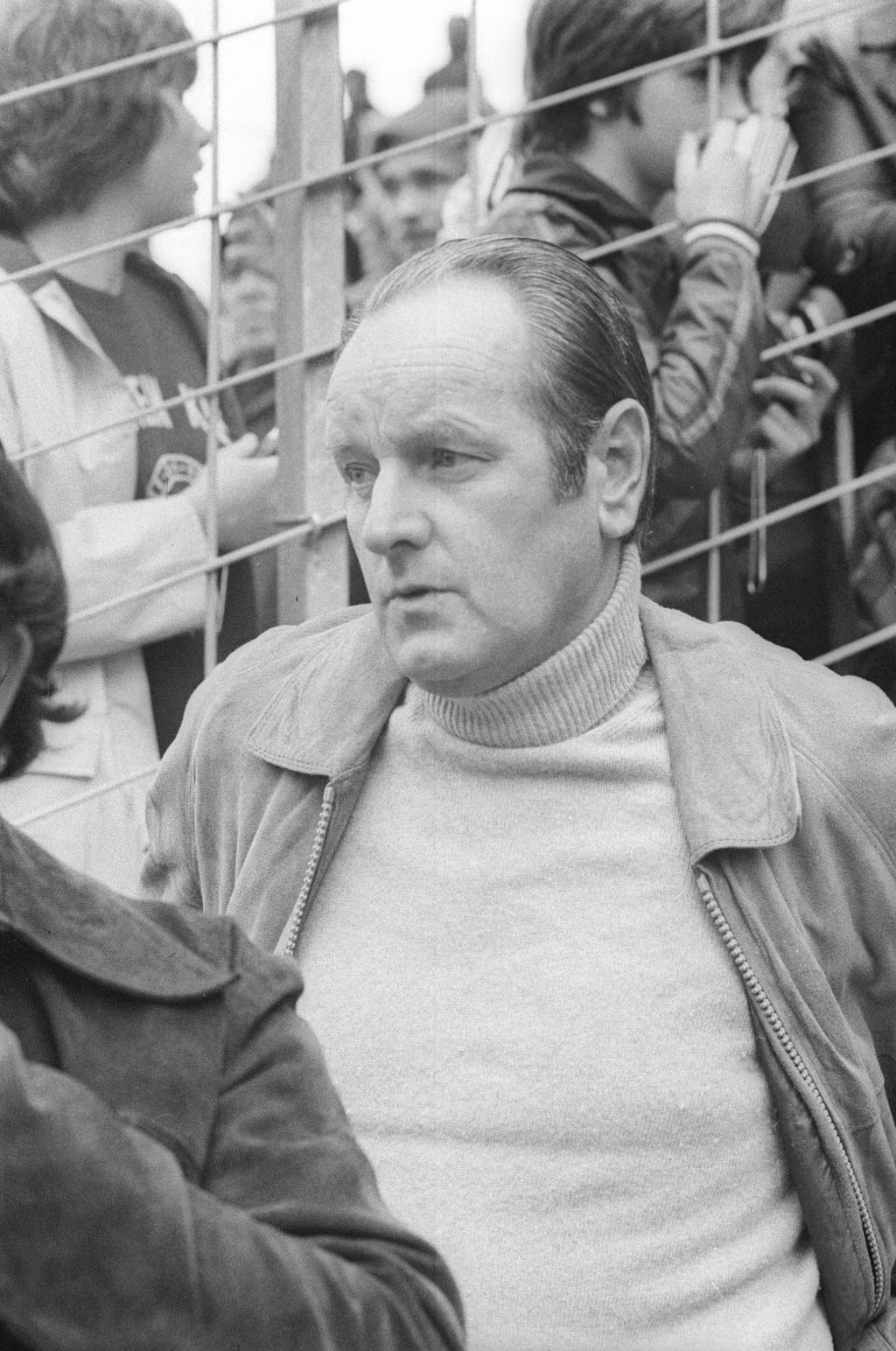
Branko Zebec nel 1979

Branko Zebec (Zagabria, 17 maggio 1929 – Zagabria, 26 settembre 1988) è stato un calciatore e allenatore di calcio jugoslavo, di ruolo centrocampista.

## Carriera

### Giocatore
Inizia la carriera da calciatore in diverse squadre croate: Građanski Zagabria, NK Poštar, Lokomotiva Zagabria, NK Milicionar Zagabria.
Dopo la fine della seconda guerra mondiale, milita dapprima nell'NK Borac Zagabria per poi approdare al Partizan, di cui diventa una delle prime bandiere, disputando ben 128 incontri e vincendo tre Coppe di Jugoslavia.
All'inizio della campionato 1959-1960 passa ai rivali cittadini della Stella Rossa, con cui vince proprio il campionato d'esordio.
Nel 1961 si trasferisce in Germania Ovest, all'Alemannia Aachen, dove chiuse la carriera, con il raggiungimento della finale, persa contro il Borussia Dortmund, della Coppa di Germania 1965.
Con la Nazionale jugoslava ha partecipato alle Olimpiadi del 1952, vincendo la medaglia d'argento e aggiudicandosi il titolo di capocannoniere del torneo, con 7 reti, lasciando alle spalle gente come Kocsis e Puskas, Bobek e Vukas, nonché l'italiano Anadio Gimona. Ha quindi preso parte ai Mondiali del 1954 e ai Mondiali del 1958, nonché agli Europei del 1960, persi contro l'Unione Sovietica.

### Allenatore
Inizia la carriera da allenatore alla guida della Dinamo Zagabria, con cui vince la Coppa delle Fiere 1966-1967.
Ritornato in Germania Ovest, alla guida del prestigioso Bayern Monaco centra la vittoria del campionato 1968-1969 e della Coppa di Germania 1969. Sempre in Germania allena per due stagioni lo Stoccarda.
Dopo una sola stagione, però fa il suo ritorno in Germania, alla guida dell'Eintracht Braunschweig, dell'Amburgo, con cui vince il campionato 1978-1979 e raggiunge la finale della Coppa dei Campioni 1979-1980, del Borussia Dortmund, e dell'Eintracht Francoforte.
Nel 1984 guida per alcune partite la Dinamo Zagabria.

## Palmarès

### Giocatore

#### Club
- Coppa di Jugoslavia: 3

Partizan: 1952, 1954, 1956-1957
- Campionato jugoslavo: 1

Stella Rossa: 1959-1960

#### Nazionale
- Argento olimpico: 1

Helsinki 1952

#### Individuale
- Capocannoniere dei Giochi olimpici: 1

Helsinki 1952 (7 gol)

### Allenatore

#### Competizioni nazionali
- Campionato tedesco: 2

Bayern Monaco: 1968-1969
Amburgo: 1978-1979
- Coppa di Germania: 1

Bayern Monaco: 1968-1969

#### Competizioni internazionali
- Coppa delle Fiere: 1

Dinamo Zagabria: 1966-1967